# Mary Rose (1510)
«Мері Роуз» (англ. Mary Rose, досл. «Марія Троянда») — флагманська карака військового флоту Генріха VIII, спущена на воду в 1511 році. Названа на честь сестри короля Марії, а троянда (англ. rose) була символом династії Тюдорів. Була другим за розміром кораблем англійського флоту після спущеної на воду у 1514 році караки «Генрі Грейс а'Дью».

## Історія
«Мері Роуз» була першим виключно військовим кораблем Королівського флоту Англії (англ. Navy Royal), що не використовувався для перевезення товарів. Була збудована впродовж 1510–1511 років на корабельні Портсмута з більш ніж 600 великих дубів. У Лондоні встановили палуби, такелаж, щогли, гармати.
У битві при Санкт-Матьє з французьким флотом 10 серпня 1512 «Mary Rose» вступила у двобій з флагманом адмірала Рене де Клермонта «Marie la Cordelière». Пошкоджена «Mary Rose» сіла на мілину, а атакована іншими кораблями «Marie la Cordelière» згоріла.
В 1511 році на воду в Шотландії спускають караку «Michael» (також відому як «Великий Мішель»), довжиною 73,2 метра і водотоннажністю 1.000 тон, яка стала найбільшим кораблем свого часу. Цю обставину англійська корона вважала неприпустимим викликом і у відповідь спускає на воду в 1514 році караку «Генрі Грейс а'Дью» (Henry Grace à Dieu) довжиною 50 м і водотонажністю 1.500 тон. Після цього «Mary Rose» стала другим кораблем Англії за розміром і озброєнням і передала флагманську роль «Генрі Грейс а'Дью».
При перебудові 1528, 1536 років карака отримала чотири щогли, 91 гармату і тоннаж у 700 т. Завдяки цьому «Mary Rose» вважали непереможною. Король Франциск І зібрав 200 кораблів з 30 тисячами десанту і вирушив на Англію, висадившись на острові Вайт. Їм протистояло 80 кораблів і 12 000 війська. У протоці Солент дві ескадри зійшлись 19 липня 1545 у битві. У час різкого розвороту і сильного бічного вітру «Mary Rose» зачерпнула воду через відкриті артилерійські порти, перевернулась на правий борт і швидко затонула з адміралом Джорджем Кер'ю та екіпажем (з 400 моряків врятувалось 35), але флагман англійського флоту «Генрі Грейс а'Дью» залишився на плаву і битва завершилась без переможця. 20 липня король наказав повісити корабелів як винуватців катастрофи.

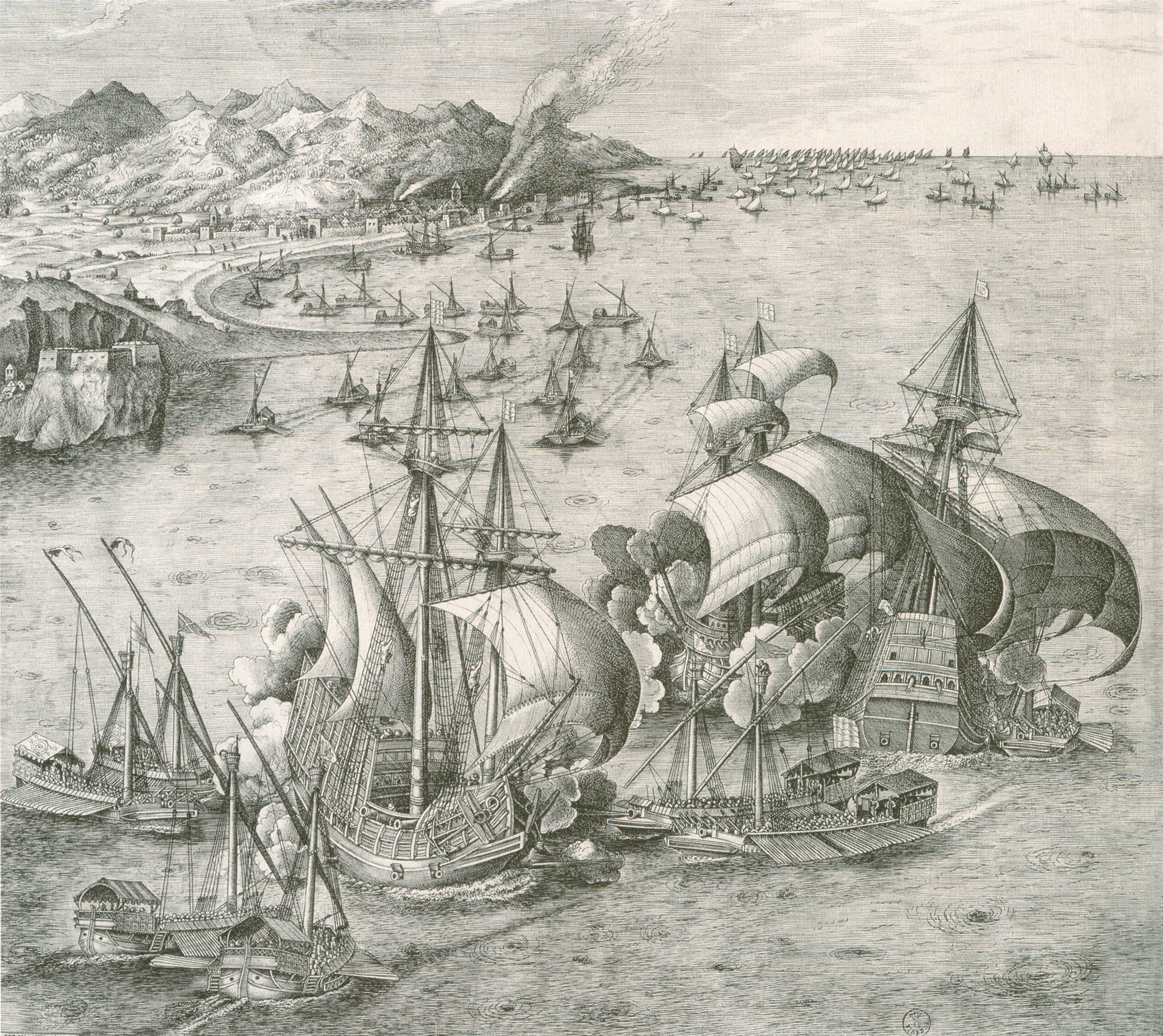
Галери атакують караки

«Mary Rose» лягла на дно під кутом 60° на невеликій глибині і проглядалась з поверхні води під час відпливу, допоки її не занесло намулом. Караку безуспішно пробували підняти до 1570-х років. При цьому загинуло до 180 осіб. Вдалось добути частину гармат.

## Відкриття і порятунок
У середині 1836 року група з п'яти рибалок зачепила свої сіті за якусь деревину на дні затоки Солент. Вони зв'язалися з водолазом, щоб допомогти їм усунути перешкоду і 10 червня Генрі Аббінетт став першою людиною, яка побачила «Мері Роуз» майже за 300 років. Пізніше були найняті ще двоє професійних дайверів — Джон Дін і Вільям Едвардс. Використовуючи нещодавно винайдений Джоном Діном і його братом Чарльзом водолазний костюм (гумовий костюм і металевий водолазний шолом), Дін і Едвардс почали оглядати уламки корабля та піднімати їх на поверхню. Разом із різноманітними дерев'яними предметами, зокрема кількома довгими луками, вони підняли кілька бронзових та залізних гармат, які були продані Департаменту зброї за понад 220 фунтів стерлінгів. Спочатку це викликало суперечку між Діном (який також залучив до проекту свого брата винахідника водолазного обладнання Чарльза Діна), Аббінеттом і рибалками, які їх найняли. Зрештою, питання було вирішено, дозволивши рибалкам отримати частку доходів від продажу перших піднятих предметів, головно гармат, а Дін отримав виключні права на подальші пошуки за рахунок Аббінетта. Через написи на одній з бронзових гармат, виготовленої у 1537 році, уламки незабаром були ідентифіковані як «Мері Роуз». Брати діни підняли до 1848 з корабля частину спорядження, рештки моряків, пошкодивши вибухами відкриту частину корпусу. Про караку згадали у 1960-х. До 1982 підняли більшу частину корабля, виставлену у музеї «Mary Rose» в Портсмуті.

## Джерела

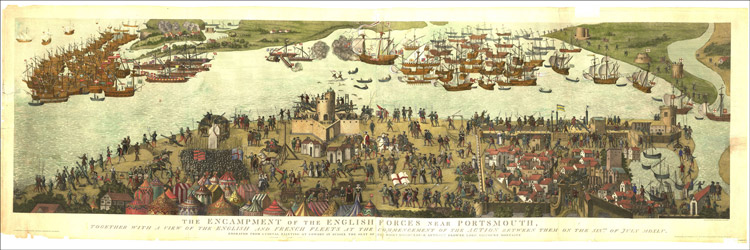
Битва при Соленті. По центру «Mary Rose»